# Villa des Épinettes
La villa des Épinettes est une voie du 17e arrondissement de Paris, en France.

## Situation et accès
La villa des Épinettes est une voie publique située dans le 17e arrondissement de Paris. Elle débute au 40, rue des Épinettes et se termine au 43, rue Lantiez.

## Origine du nom

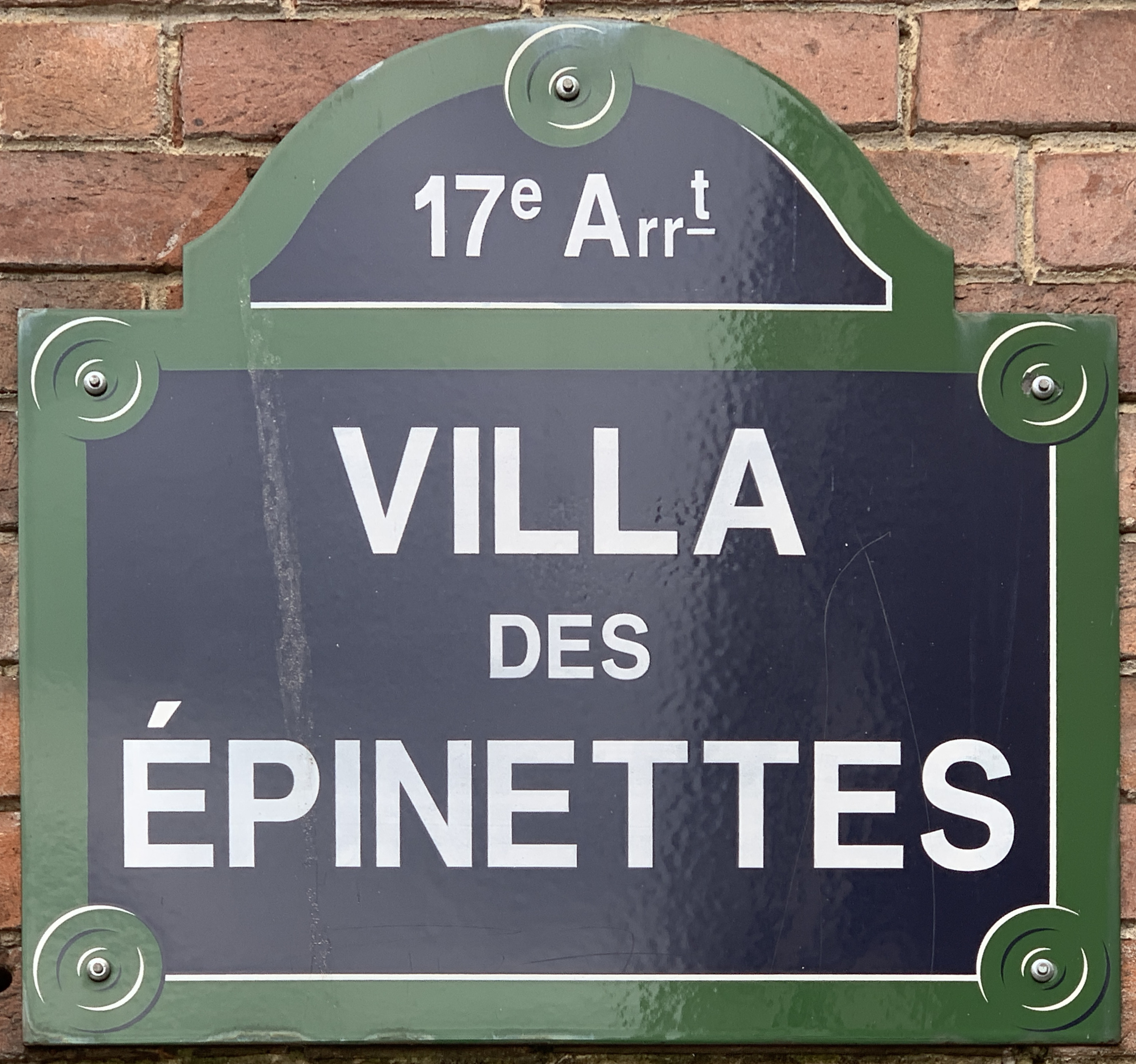
Plaque de la voie.

Elle porte ce nom en référence au lieu-dit, devenu un quartier, dans lequel elle se situe et qui doit son nom à l'épinette blanche, un cépage de vignes autrefois présent sur cette colline.

## Historique
Une partie de la voie a été supprimée par l'ouverture du prolongement de la rue Lantiez et la création d'un square du même nom, création déclarée d'utilité publique par l'arrêté du 24 janvier 1938.
Précédemment dénommée « impasse des Épinettes », elle est classée dans la voirie de Paris par arrêté municipal du 10 décembre 1992. La voie prend sa dénomination par arrêté municipal du 4 juillet 2000.

## Bâtiments remarquables et lieux de mémoire
- Immeuble Nord-Beauséjour , réalisation des architectes Arthur-Georges Héaume et Alexandre Persitz.